# Polychrus peruvianus
Polychrus peruvianus är en ödleart som beskrevs av  Noble 1924. Polychrus peruvianus ingår i släktet Polychrus och familjen Polychrotidae. IUCN kategoriserar arten globalt som otillräckligt studerad. Inga underarter finns listade i Catalogue of Life.